# Caramelldansen
Caramelldansen (in italiano "Danza dei Caramell") è la prima traccia dell'album Supergott del gruppo svedese Caramell, pubblicato nel novembre 2001 e uscito anche come singolo nel 2008 nella sua versione velocizzata remixata da DJ SpeedyCake. La canzone ha acquisito popolarità sul web nella seconda metà del 2006 grazie a 4chan ed è diventata un fenomeno di Internet.
Il meme ha avuto inizio da un'animazione Flash a 15 fotogrammi ciclici, nella quale Mai e Mii, personaggi del visual novel giapponese Popotan, eseguivano una danza con le mani sopra la testa a imitare le orecchie da coniglio. In sottofondo al video si udiva, appunto, il ritornello della versione velocizzata di Caramelldansen, cantata da Malin e Katia dei Caramell. La suddetta versione è nota come Caramelldansen (SpeedyCake remix).

## Storia

### Prefazione
Popotan uscì come gioco per PC in Giappone il 12 dicembre 2002. Dopo che l'anime fu mandato in onda, dal 17 luglio al 2 ottobre 2003, iniziarono a comparire sul web brevi animazioni GIF contenenti sequenze di esso e, dopo non molto, furono pubblicati anche frammenti dell'intro del videogioco.
Il fenomeno si diffuse sempre più e ogni fan cominciò a creare la propria animazione personalizzata, rappresentando vari personaggi di videogiochi e anime che ballavano la danza con le mani sopra la testa. All'inizio si trattava solo di animazioni GIF, ma più avanti si diffusero anche video e animazioni Flash (come quella su 4chan), che come sottofondo avevano sempre la canzone Caramelldansen (SpeedyCake remix). La maggior diffusione di questo meme fu nel 2007, nel quell'anno una serie consistente di versioni personalizzate della danza furono pubblicate sul sito di video sharing Nico Nico Douga e, in seguito, riportate anche su YouTube sia dai fan che dagli autori originali.
Interessante è il fatto che, in Giappone, la canzone si diffuse con il nome fittizio di Uma uma dance, derivato dall'interpretazione sbagliata dei versi «U-u-ua-ua» alla fine del ritornello e questo titolo dà il nome al periodo di maggior diffusione del meme, denominato «Uma uma boom».

### Successo
Nell'aprile 2008, la Quake Inc. acquistò i diritti dai produttori originali dei Caramell, la Remix Records, per distribuire in Asia la versione velocizzata di Caramelldansen in una compilation assieme ad altre musiche meme del momento. In seguito, furono pubblicati anche una versione del brano cantata da Toromi, il doppiatore originale del personaggio Mii nel videogioco Popotan, e un album dedicato ai Caramell. Il 25 maggio 2008, Caramelldansen si aggiudicò la prima posizione nella classifica musicale internazionale giapponese per due settimane e, il 2 giugno, ottenne il sedicesimo posto nella classifica combinata giapponese, battendo la canzone di Bon Jovi Have a Nice Day. Il 1º maggio 2008, la Remixed Records distribuì la versione velocizzata dell'intero album Supergott sull'iTunes Store come Supergott Speedy Mixes. Fu seguita da un altro singolo, Caramelldansen Speedy Mixes e, il 16 settembre, fu pubblicato un ulteriore singolo contenente la versione inglese della Caramelldansen velocizzata, intitolata Caramelldancing. Ne uscì anche una versione in tedesco, Caramelltanzen, il 15 aprile 2009. Il 2 marzo dello stesso anno, Caramelldansen fu premiata singolo dell'anno nella sezione internazionale del ventitreesimo Japan Gold Disc Award.
Dopo la pubblicazione in Giappone del singolo U-u-uma uma[Maxi], il 21 maggio 2008, la concezione originale dei Caramell cambiò. Prima in Giappone, Malin e Katia furono rimpiazzati da controparti anime, eliminando il resto della band; in seguito, per la pubblicazione in Svezia, tutti i membri del gruppo furono sostituiti da 3 ragazze anime, denominate «Caramella Girls». L'idea del nuovo concetto svedese arrivò su YouTube, fattore che portò ben presto alla creazione, da parte dei fan, di più di 16 000 versioni diverse dell'animazione originale, fra loop di pochi secondi ripetuti, animazioni complete o riprese del ballo dal vivo. Katia Löfgren ha dichiarato: «Non siamo per niente delusi di tutto ciò e non siamo stati in grado di cantare la canzone con questo ritmo». Malin Sundström ha invece dichiarato: «Non sappiamo chi abbia sviluppato la danza, ma è molto semplice e parecchio amata in Giappone».
È proprio quando i Caramell si sono sciolti, nel 2002, che la loro musica iniziò a spargersi come meme in Internet. Malin Sundström, uno dei cantanti del gruppo, commentò la popolarità del meme: «Sentivamo che era ora di andare avanti, che una delle nostre canzoni poteva essere un successo». Juha «Millboy» Myllylä, sempre della band, rispondendo a una domanda della NHK, affermò di aver visto il ballo per la prima volta su YouTube. Quando gli fu chiesto se facesse anche lui stesso la danza qualche volta, egli rispose: «Sì, be', il ballo è molto divertente, lo faccio sempre sotto la doccia e faccio ballare anche la mia famiglia e i miei amici. Mi piace, è molto divertente».
Nel luglio del 2009, l'azienda di giochi taiwanese Gamania lanciò una campagna pubblicitaria con la canzone Caramelldansen per la versione giapponese dell'MMORPG Lucent Heart. Caramelldansen è stata anche riutilizzata in alcuni videogiochi arcade giapponesi. Il 18 novembre 2009, una versione interattiva del meme è stata pubblicata da Apple per iPhone e iPod touch. Il 23 novembre dello stesso anno, anche il team della sitcom canadese LoadingReadyRun eseguì la danza e conferì il ricavato all'organizzazione caritativa Child's Play, fondata da Jerry Holkins e Mike Krahulik nel 2003. La performance fu trasmessa in streaming. Nell'agosto 2010, su Disney Channel, nello speciale "Summer belongs to You" della serie Phineas and Ferb, quando i personaggi si fermano a Tokyo, compare un'imitazione del ballo.
Dopo il 2008 hanno iniziato a comparire numerosi remix ufficiali e animazioni della canzone. Il canale musicale Clubland TV ha sulla sua playlist il brano con il testo svedese originale e un video parzialmente in 3D con le Caramella Girls.
Attualmente, il meme non è più limitato a piccole animazioni Flash in loop: sulla rete si possono trovare anche video con animazioni in 3D o anche con i fan che ballano veramente la Caramelldansen.
Come già detto, in Giappone, Caramelldansen è nota maggiormente come Uma uma dance (ウマウマダンス?, Uma uma dansu), poiché la frase «U-u-ua-ua», che in svedese non ha senso, è stata erroneamente tradotta in «U-u-uma-uma» (ウッーウッーウマウマ?, U u uma uma) e in giapponese uma (うま?) significa "carino", "simpatico" (vedi Soramimi), ma può anche significare "cavallo" (馬?, uma). Anche altre parti del testo svedese sono state intese diversamente: la frase «Dansa med oss, klappa era händer» (lett. "Balla con noi, batti le mani") è interpretata nel dialetto del Kansai come «Barusamiko-su yappa irahen de» (lett. "Non voglio l'aceto balsamico"). Si può dire che la canzone abbia una propria interpretazione alternativa in Giapponese.

## Altre versioni

### Musica (Giappone)
- Uma uma dekiru trance wo tsukutte mita (ウマウマできるトランスを作ってみた? lett. in inglese "Tried making a trance you can uma uma to"; album, 16 aprile 2008)
- Toro☆Uma (とろ☆ウマ? album, 11 maggio 2008)
- U-u-uma uma[Maxi] (ウッーウッーウマウマ[Maxi]? singolo, 21 maggio 2008)
- U-u-uma uma[Speed] (ウッーウッーウマウマ(゜∀゜) SPEEDアルバム? album, 18 giugno 2008)
- Caramelldansen (Official Japanese Version) (singolo, 3 dicembre 2009)

### Musica (Svezia)
- Supergott Speedy Mixes (album, 1º maggio 2008)
- Caramelldansen Maxi (singolo, 25 giugno 2008)

### Musica (Inghilterra)
- Caramelldancing (singolo, 16 settembre 2008)
- Caramelldancing (Christmas Version) (singolo, 26 novembre 2009)

### Musica (Germania)
- Caramelltanzen (singolo, 15 aprile 2009)